# Tiemo Wölken
Tiemo Wölken, né le 5 décembre 1985 à Otterndorf, est un avocat et homme politique allemand, membre du Parti social-démocrate d'Allemagne (SPD). Il est député européen depuis le 14 novembre 2016.

## Biographie
Tiemo Wölken est né à Otterndorf et a grandi à Buxtehude, en Basse-Saxe. Il étudie le droit à l'université d'Osnabrück puis à l'université de Hull, en Angleterre. Il est avocat depuis 2016.
Membre du Parti social-démocrate d'Allemagne (SPD), il intègre le Parlement européen le 14 novembre 2016 en remplaçant Matthias Groote. Il est réélu en 2019et en 2024.